# National Structural Integrity Research Center

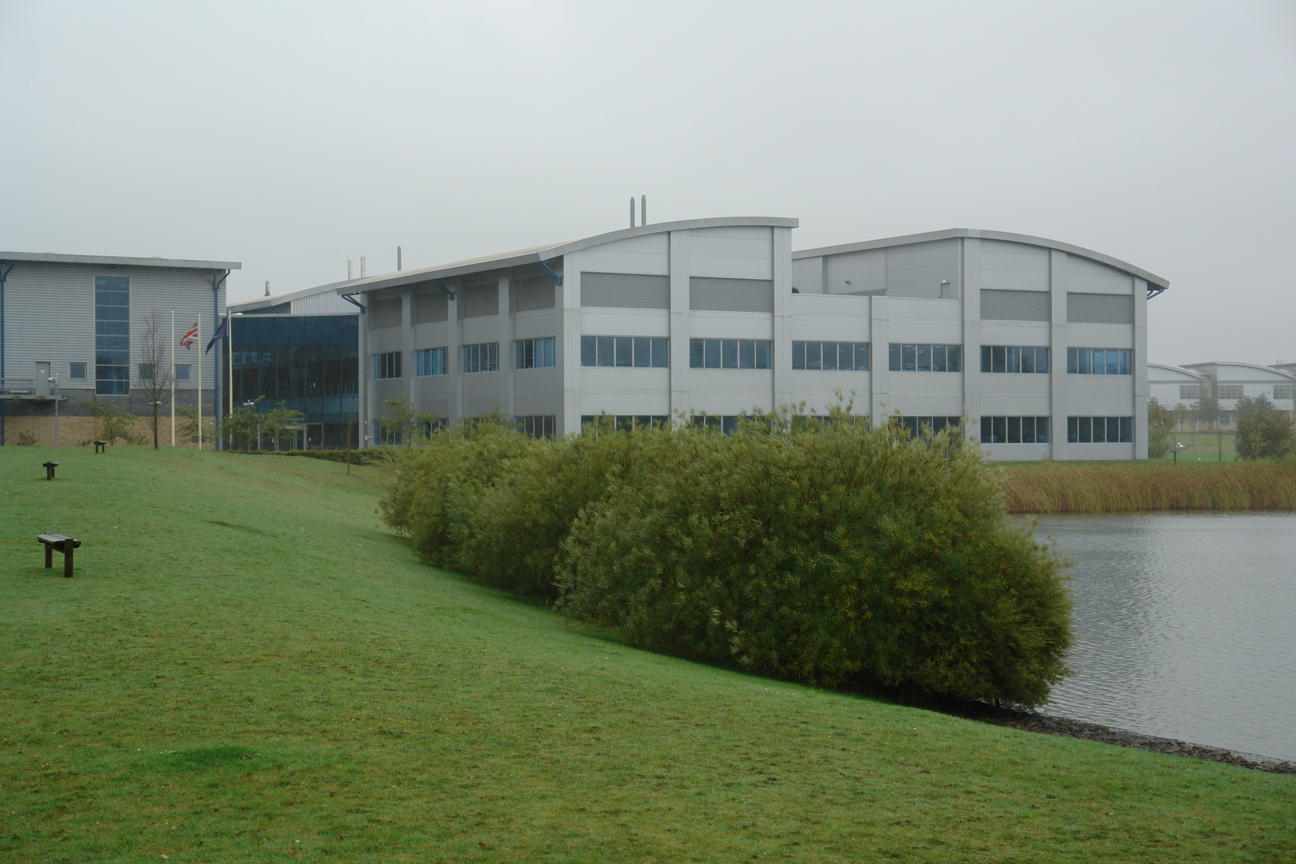
Das NSIRC im TWI

Das National Structural Integrity Research Center (NSIRC) ist eine britische ingenieurwissenschaftliche Einrichtung im Granta Park, Great Abington bei Cambridge. Das NSIRC wurde 2012 gegründet, und soll Grundlagenforschung und Anwendungsentwicklung für den sicheren Betrieb von Ingenieurbauwerken betreiben.

## Zielsetzung
Das National Structural Integrity Research Centre (NSIRC) fördert die Grundlagenforschung und Anwendungsentwicklung für den sicheren Betrieb von Ingenieurbauwerken, sowie anderen Strukturen und Produkten. Es entwickelt innovative Technologien, Industrienormen und Richtlinien und findet Lösungen für die Herausforderungen des langfristigen Asset-Managements z. B. von Maschinen, Industrieanlagen, Infrastruktureinrichtungen und Gebäuden. Zu den Schwerpunkten gehören Strukturintegrität, Structural Health Monitoring und Lebensdauerverlängerung durch benutzerspezifische Anwendungssoftware.
Das auf zehn Jahre ausgelegte Programm hatte bezüglich der industriell-akademischen Berufsausbildung folgende Zielsetzung:
- 330 PhD-Doktoranden in 10 Jahren
- 200 MSc-Masteranden in 10 Jahren
- 60 Berufsschüler in technischen Berufen in 10 Jahren[3]

Nach fünf Jahren waren insgesamt 100 Studenten in den verschiedenen Kategorien am NSIRC eingeschrieben, die ersten 17 Doktoranden sollten 2017 den PhD abgeschlossen haben.
Die Doktoranden, Masteranden und Berufsschüler kommen aus über 25 Ländern. 30 % von ihnen sind weiblich, deutlich mehr als im britischen Durchschnitt von 9 % liegt. In den ersten fünf Jahren des Programms haben die Studenten der NSIRC ihre Forschungsergebnisse bereits in mehr als 100 Artikeln für Peer-Review-Zeitschriften und Konferenzen veröffentlicht. Sie haben außerdem über 30 Preise gewonnen und Praktika bei führenden internationalen Instituten erworben.

## Organisation
Es handelt sich um eine Kollaboration zwischen TWI (The Welding Institute) und der Brunel University London sowie weltweit mehr als 35 Universitäten. Es wird seit der Gründung von den Sponsoren BP und der Lloyd’s Register Foundation unterstützt.
Das zehnjährige Programm hat für die Zeit vom März 2012 bis März 2022 ein Budget von 150 £ (167 Mio. €), das wie folgt aufgeteilt ist:
- 55 Mio. £ (61 Mio. €) für F&E-Gebäude und deren Infrastruktur
- 45 Mio. £ (50 Mio. €) für F&E-Programme von den drei industriellen Sponsoren BP, Loyd’s Register Foundation und TWI
- 15 Mio. £ (17 Mio. €) für Anlagen, die TWIs eigene F&E-Anlagen ergänzen
- 35 Mio. £ (39 Mio. €) durch Verbundforschungsprojekte die von der Europäischen Kommission und der Britischen Regierung finanziert werden[3]

## Partneruniversitäten
- Brunel University London
- Coventry University
- Cranfield University
- Dänemarks Technische Universität
- Lancaster University
- London South Bank University
- Loughborough University
- National University of Singapore
- Pusan National University
- Sheffield Hallam University
- Technische Universität Kaunas
- Tianjin-Universität
- Universiti Teknologi Malaysia
- University of Aberdeen
- University of Birmingham
- University of Bristol
- University of Cambridge
- University of Edinburgh
- University of Greenwich
- University of Kuala Lumpur
- University of Leeds
- University of Leicester
- University of Manchester
- University of Nottingham
- University of Oxford
- University of Southampton
- University of Strathclyde
- University of Surrey
- Wuhan University of Technology